# 中浦漁港
中浦漁港（なかうらぎょこう）は、愛媛県南宇和郡愛南町にある第3種漁港である。

## 概要
- 管理者 - 愛南町
- 漁業協同組合 - 南内海
- 組合員数 - 266名（2001年（平成13年）12月）
- 漁港番号 - 4130020

## 沿革
- 1954年10月30日 - 第3種漁港に指定

## 主な魚種
- サバ
- アジ類
- ブリ
- イカ類

## 主な漁業
- 巻き網漁業
- 海面養殖業（ブリ）
- 海面養殖業（貝類）
- 海面養殖業（真珠）